# Норвегія на зимових Паралімпійських іграх 1984
Норвегія на зимових Паралімпійських іграх 1984 року, що проходили в австрійському місті Інсбрук, була представлена 37 спортсменом (25 чоловіками та 12 жінками). Норвезькі паралімпійці завоювали 41 медаль, з них 15 золотих, 13 срібних та 13 бронзових. Паралімпійська збірна Норвегії посіла третє загальнокомандне місце.

## Медалісти
| Медаль | Призери                                                    | Вид спорту          | Дисципліна                        |
| ------ | ---------------------------------------------------------- | ------------------- | --------------------------------- |
| Золото | Пер Кнудсен                                                | Ковзанярський спорт | 100 м, Gr I (чоловіки)            |
| Золото | Ерік Сандбротен                                            | Ковзанярський спорт | 100 м, Gr II (чоловіки)           |
| Золото | Карл Генрік Сіманн                                         | Ковзанярський спорт | 500 м, Gr II (чоловіки)           |
| Золото | Атле Гаглунд                                               | Ковзанярський спорт | 1000 м, Gr II (чоловіки)          |
| Золото | Рольф Еєн                                                  | Ковзанярський спорт | 1500 м, Gr II (чоловіки)          |
| Золото | Бріт Мйосунд Еєн                                           | Ковзанярський спорт | 100 м, Gr II (жінки)              |
| Золото | Бріт Мйосунд Еєн                                           | Ковзанярський спорт | 500 м, Gr II (жінки)              |
| Золото | Бріт Мйосунд Еєн                                           | Ковзанярський спорт | 700 м, Gr II (жінки)              |
| Золото | Карін Ендсйо                                               | Ковзанярський спорт | 1000 м, Gr II (жінки)             |
| Золото | Ганс Антон Олієн                                           | Лижні перегони      | 5 км, B1 (чоловіки)               |
| Золото | Ганс Антон Олієн                                           | Лижні перегони      | 10 км, B1 (чоловіки)              |
| Золото | Тер'є Левос                                                | Лижні перегони      | 5 км, B2 (чоловіки)               |
| Золото | Тер'є Левос                                                | Лижні перегони      | 10 км, B2 (чоловіки)              |
| Золото | Ганс Антон Олієн Горм Боргерсен Тер'є Левос Олай Мюклебуст | Лижні перегони      | естафета 4х10 км, B1-3 (чоловіки) |
| Срібло | Свейн Ліллеберг                                            | Лижні перегони      | 10 км, LW4 (чоловіки)             |
| Срібло | Тер'є Роель                                                | Ковзанярський спорт | 100 м, Gr I (чоловіки)            |
| Срібло | Тер'є Роель                                                | Ковзанярський спорт | 500 м, Gr I (чоловіки)            |
| Срібло | Атле Гаглунд                                               | Ковзанярський спорт | 100 м, Gr II (чоловіки)           |
| Срібло | Ерік Сандбротен                                            | Ковзанярський спорт | 500 м, Gr II (чоловіки)           |
| Срібло | Пер Кнудсен                                                | Ковзанярський спорт | 700 м, Gr I (чоловіки)            |
| Срібло | Рольф Еєн                                                  | Ковзанярський спорт | 1000 м, Gr II (чоловіки)          |
| Срібло | Сільва Олсен                                               | Ковзанярський спорт | 100 м, Gr II (жінки)              |
| Срібло | Карін Ендсйо                                               | Ковзанярський спорт | 500 м, Gr II (жінки)              |
| Срібло | Карін Ендсйо                                               | Ковзанярський спорт | 700 м, Gr II (жінки)              |
| Срібло | Бріт Мйосунд Еєн                                           | Ковзанярський спорт | 1000 м, Gr II (жінки)             |
| Срібло | Свейн Ліллеберг                                            | Лижні перегони      | 5 км, LW4 (чоловіки)              |
| Срібло | Горм Боргерсен                                             | Лижні перегони      | 5 км, B2 (чоловіки)               |
| Срібло | Мортен Лангеред                                            | Лижні перегони      | 10 км, B2 (чоловіки)              |
| Бронза | Рольф Еєн                                                  | Ковзанярський спорт | 100 м, Gr II (чоловіки)           |
| Бронза | Рольф Еєн                                                  | Ковзанярський спорт | 500 м, Gr II (чоловіки)           |
| Бронза | Пер Кнудсен                                                | Ковзанярський спорт | 300 м, Gr I (чоловіки)            |
| Бронза | Пер Кнудсен                                                | Ковзанярський спорт | 500 м, Gr I (чоловіки)            |
| Бронза | Еміль Голтен                                               | Ковзанярський спорт | 700 м, Gr I (чоловіки)            |
| Бронза | Ерік Сандбротен                                            | Ковзанярський спорт | 1000 м, Gr II (чоловіки)          |
| Бронза | Ерік Сандбротен                                            | Ковзанярський спорт | 1500 м, Gr II (чоловіки)          |
| Бронза | Карін Ендсйо                                               | Ковзанярський спорт | 100 м, Gr II (жінки)              |
| Бронза | Сільва Олсен                                               | Ковзанярський спорт | 500 м, Gr II (жінки)              |
| Бронза | Сільва Олсен                                               | Ковзанярський спорт | 700 м, Gr II (жінки)              |
| Бронза | Сільва Олсен                                               | Ковзанярський спорт | 1000 м, Gr II (жінки)             |
| Бронза | Мортен Лангеред                                            | Лижні перегони      | 5 км, B2 (чоловіки)               |
| Бронза | Горм Боргерсен                                             | Лижні перегони      | 10 км, B2 (чоловіки)              |